# Vanja Perišić
Vanja Perišić (Split, 5 juli 1985) is een Kroatische middellangeafstandsloopster, die gespecialiseerd is in de 800 m. Ze nam eenmaal deel aan de Olympische Spelen.

## Loopbaan
Op de Olympische Spelen van 2008 in Peking sneuvelde Perišić in de series met een tijd van 2.06,82. Bij een post-olympische controle van 948 bloedmonsters werden zes sporters positief bevonden op het gebruik van het verboden middel Cera. Naast Rashid Ramzi (goud op de 1500 m), Davide Rebellin (zilver bij het wielrennen), Stephan Schumacher (wielrennen), Athanasía Tsoumeléka (snelwandelen), behoorde ook Vanja Perišić tot deze groep. De zesde atleet kwam uit bij het gewichtheffen. Hun uitslagen zijn geschrapt en eventuele medailles moesten worden ingeleverd.

## Titels
- Kroatisch kampioene veldlopen - 2006

## Persoonlijke records
| Onderdeel | Prestatie           | Datum             | Plaats    |
| --------- | ------------------- | ----------------- | --------- |
| 600 m     | 1.26,57 (nat. rec.) | 3 juni 2007       | Ljubljana |
| 800 m     | 2.00,21             | 26 juni 2008      | Velenje   |
| 1000 m    | 2.42,45             | 24 september 2011 | Bar       |

## Palmares

### 800 m
- 2006:  Europacup A - 2.01,97

### veldlopen
- 2006:  Kroatische kamp. (6 km) - 23.32